# Alix, Rhône
Alix là một xã thuộc tỉnh Rhône trong vùng Auvergne-Rhône-Alpes phía đông nước nước Pháp. Xã này nằm ở khu vực có độ cao trung bình 284 mét trên mực nước biển.